# Charles de Foucauld
Charles Eugène de Foucauld, visconte di Pontbriand, in religione fratel Carlo di Gesù (Strasburgo, 15 settembre 1858 – Tamanrasset, 1º dicembre 1916), è stato un religioso francese, esploratore del deserto del Sahara, studioso della lingua e della cultura dei Tuareg. Il 13 novembre 2005 è stato proclamato beato da papa Benedetto XVI e il 15 maggio 2022 è stato canonizzato da papa Francesco.

## Biografia

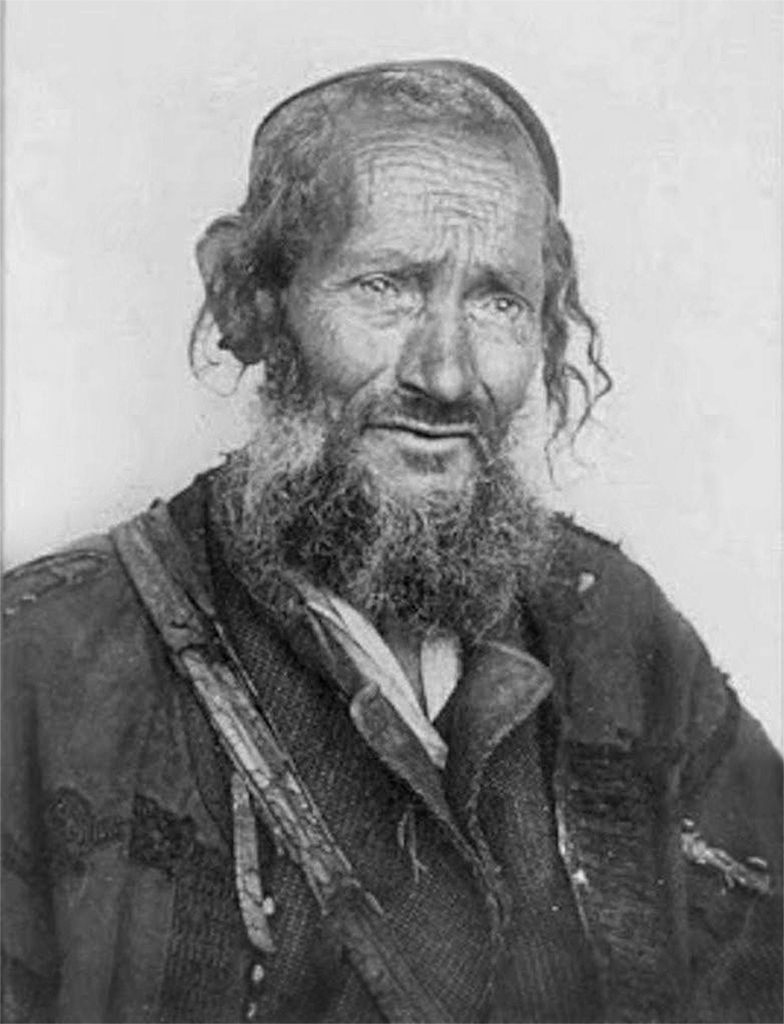
Mardochée Aby Serour, 1880 circa. Guidò de Foucauld nei suoi viaggi in Marocco

### L'infanzia e la giovinezza
Charles de Foucauld nacque a Strasburgo, da nobile famiglia, che si trasferì pochi mesi dopo la sua nascita a Wissembourg, dove trascorse la prima infanzia. Nel 1864, all'età di sei anni, perse entrambi i genitori e fu affidato al nonno materno. Nel 1876 entrò all'École spéciale militaire de Saint-Cyr. Due anni dopo, alla morte del nonno, ricevette un'ingente eredità che dilapidò in poco tempo. Non si dimostrò uno studente brillante: arrivò ultimo nelle selezioni del proprio corso, anche perché distratto dalla relazione con una fanciulla di dubbia reputazione. Nel 1880 si trasferì in Africa, in Algeria. Si distinse per le sue buone qualità di soldato, ma lasciò l'esercito per dedicarsi a spedizioni geografiche in Marocco, avendo come guida il rabbino Mardochée Aby Serour, e studiare l'arabo e l'ebraico. Fidanzatosi con una fanciulla, Marie-Marguerite Titre, fu costretto a lasciarla per l'ostilità della famiglia. Nel 1885 ricevette la medaglia d'oro dalla Società francese di geografia per il viaggio di esplorazione del Marocco e l'anno successivo ritornò in Francia.

### La conversione e la prima scelta religiosa

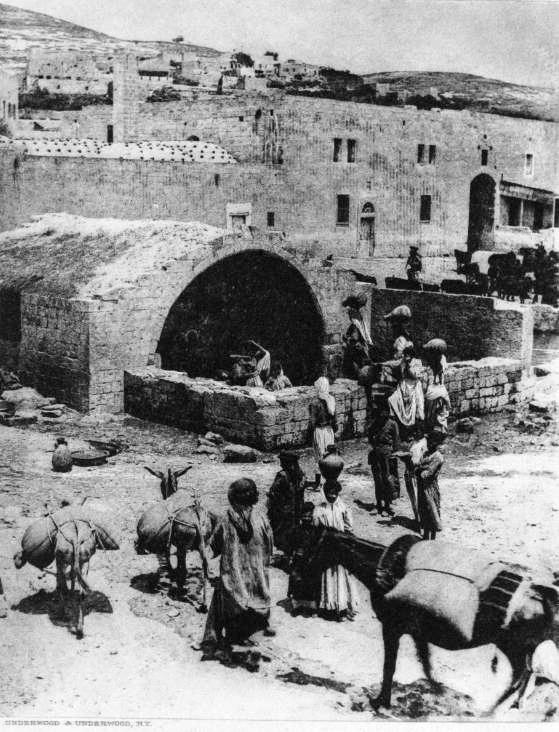
Nazareth: "la fontana di Maria", 1917

Pur essendo stato battezzato, Charles non aveva mai vissuto una vera e propria vita di fede, ma tornato in patria sentì il bisogno di conoscere meglio la religione cattolica. Iniziò, così, un cammino spirituale che, agli inizi del 1889, lo portò in Palestina, a Nazareth. Rimase affascinato da quella realtà e comprese di essere chiamato a vivere come "viveva la Santa Famiglia di Nazareth".
Nel 1890 entrò nella trappa Notre Dame des Neiges in Francia, dopo sei mesi però volle ritirarsi in una trappa molto più povera in Siria, ad Akbes. Redasse, in questo periodo, un primo progetto di congregazione religiosa e chiese di essere dispensato dai voti. Nell'ottobre del 1896 venne mandato a Roma per studiare. Nel 1897 l'abate generale dei Trappisti lo lasciò libero di seguire la sua vocazione.
Nello stesso anno si recò a Nazareth, dove lavorò come domestico delle monache clarisse abitando in una capanna del loro giardino. Restò a Nazareth tre anni, visitando anche le zone circostanti come Taybeh, e decise di divenire presbitero. Tornato in Francia nel 1901, venne ordinato prete a Viviers nell'Ardèche.

### Beni Abbes e Tamanrasset

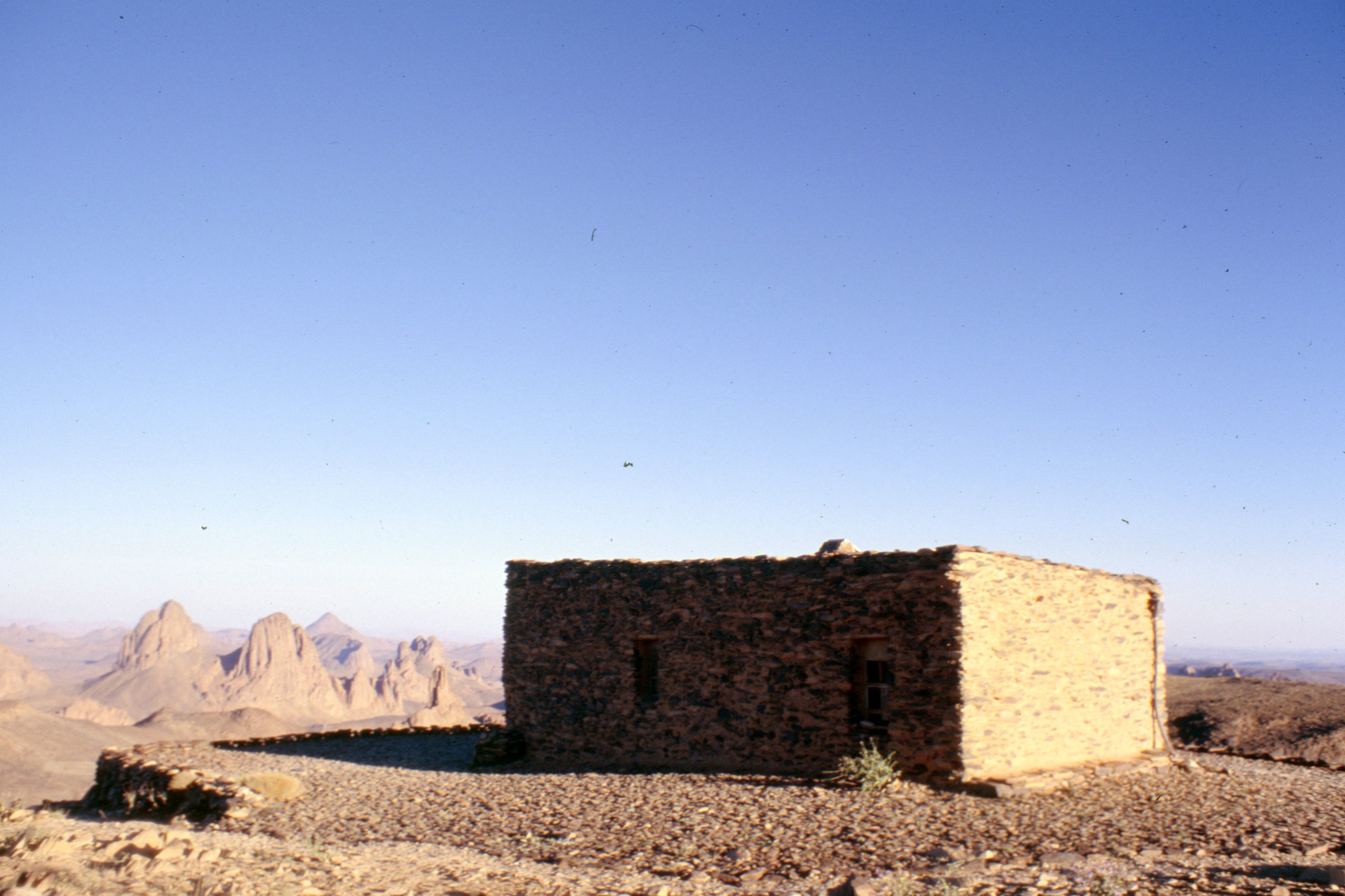
Eremo di Charles Foucauld, costruito nel 1911 sul pianoro Assekrem

Nel 1901 giunse in Algeria stabilendosi a Beni-Abbés nel deserto del Sahara, ai confini con il Marocco. Iniziò una vita conforme allo "stile di Nazareth", basata sulla preghiera, sul silenzio, sul lavoro manuale e l'assistenza ai poveri. Definì le linee del suo pensiero e gli statuti dei "Piccoli fratelli del Sacro Cuore", congregazione religiosa che non riuscì a fondare.
A Béni Abbès fondò un romitorio, dove accolse i poveri della regione e studiò, per agevolare il lavoro dei futuri missionari, la lingua dei Tuareg. Viaggiò nel deserto e tra le città algerine e, a Tamanrasset, fondò un eremo.
Si impegnò, inoltre, nella difesa delle popolazioni locali dagli assalti dei predoni.
Si recò tre volte in Francia, tra il 1901 ed il 1913, nell'intento di fondare l'"Unione dei fratelli e delle sorelle del Sacro Cuore", associazione di laici per l'evangelizzazione dei popoli.
Nel 1916 costruì, intorno all'eremo di Tamanrasset, un fortino per proteggere la popolazione dai predoni. Nello stesso anno, il 1º dicembre, proprio durante un loro assalto, perse la vita. Fu sepolto nei pressi del fortino; il suo corpo fu poi trasportato, nel 1929, a El Golea (oggi Al-Mani'a, circa 900 km più a nord), dove si trova tuttora la sua tomba.
In Francia, l'Associazione dei fratelli e delle sorelle del Sacro Cuore di Gesù, il cui statuto era stato approvato dalle autorità religiose, contava appena quarantanove iscritti.

### La famiglia spirituale

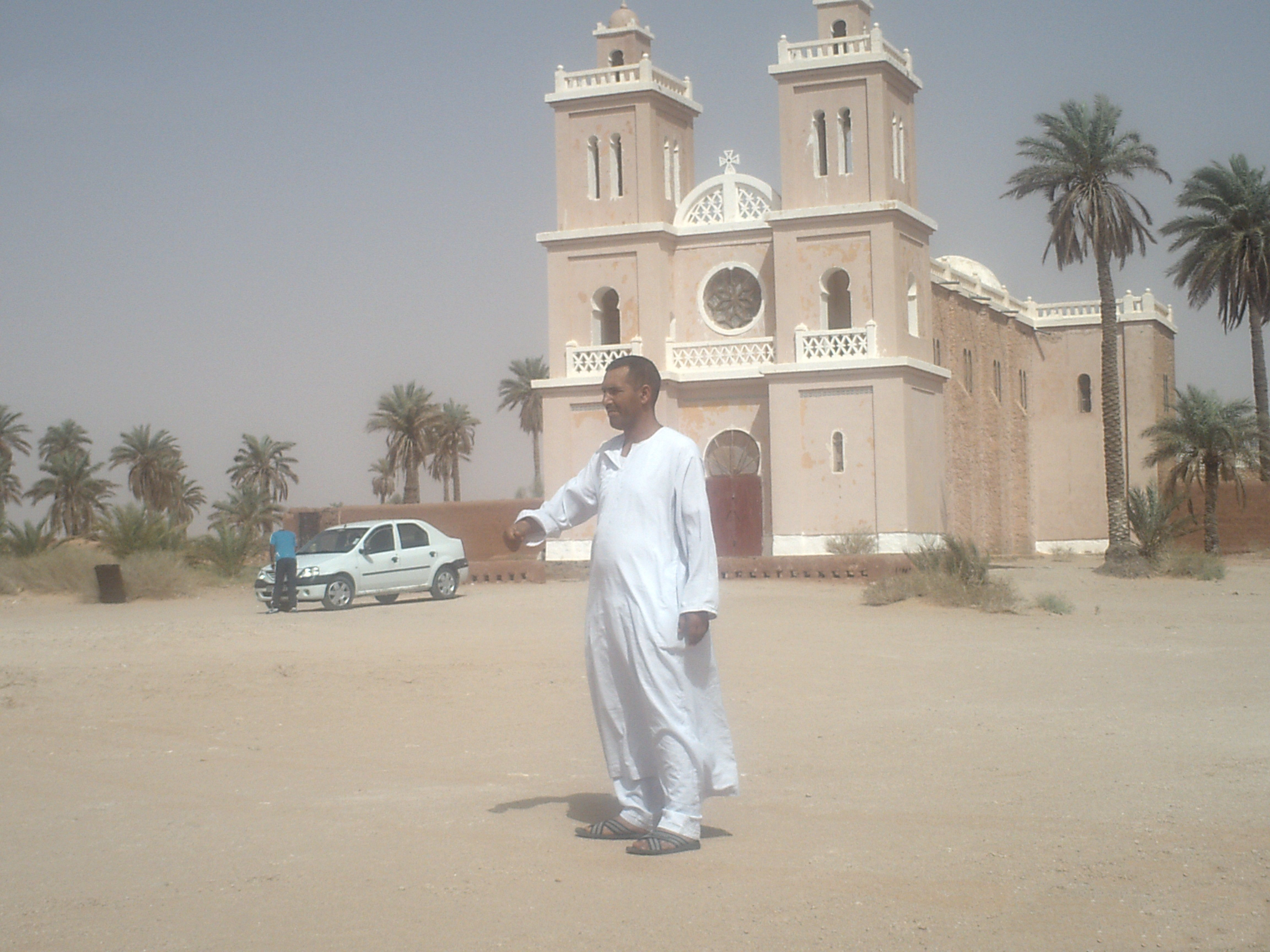
Chiesa di Charles de Foucauld a El-Goléa, Algeria

De Foucauld non riuscì a fondare i "Piccoli fratelli del Sacro Cuore", riuscì appena a far riconoscere l'associazione di fedeli, che contava un numero minimo di aderenti. La diffusione dei suoi scritti e la fama circa la radicalità evangelica della sua vita hanno fatto sì che nascessero, nel corso degli anni, ben diciannove differenti famiglie di laici, preti, religiosi e religiose che vivono il Vangelo nel mondo seguendo le sue intuizioni (tra le maggiori, le fraternità dei Piccoli fratelli e delle Piccole sorelle di Gesù). Buona parte di esse si raccoglie nell'associazione Famiglia spirituale di Charles de Foucauld. Inoltre, la spiritualità di De Foucauld è tra gli elementi ispiratori dell'azione di Kiko Argüello, iniziatore del Cammino neocatecumenale, dell'opera di Annalena Tonelli e di padre Andrea Gasparino, per riferirsi a realtà particolarmente note in Italia.

## Culto

### Beatificazione e miracolo relativo
Il processo informativo diocesano fu iniziato il 16 febbraio 1927, presso la prefettura apostolica di Ghardaïa.
Dal 1927 al 1947 furono interrogati settantotto testimoni, di cui la maggior parte de visu, nel processo ordinario di Ghardaïa e in dodici inchieste rogatoriali. La fase diocesana si concluse il 10 febbraio 1947 e gli atti del processo vennero depositati presso la Congregazione dei Riti l’11 aprile successivo. La causa fu ufficialmente introdotta, tramite decreto, il 13 aprile 1978; il relatore fu nominato nel 1984, il decreto di validità dei processi ordinario e apostolico fu emanato il 21 giugno 1991 e la Positio super virtutibus fu consegnata presso la Congregazione delle cause dei santi il 27 luglio 1995. Il 20 ottobre 2000, la commissione teologica espresse parere favorevole circa le sue virtù eroiche, e lo stesso riscontro venne manifestato dai cardinali e vescovi membri della Congregazione delle cause dei santi il 9 febbraio 2001. Il 24 aprile 2001, papa Giovanni Paolo II autorizzò la Congregazione delle cause dei santi a promulgare il decreto che sanciva le virtù eroiche del servo di Dio.
Ai fini della sua beatificazione, la Chiesa cattolica ha preso in considerazione un presunto miracolo riguardante una donna originaria di Desio, Giovanna Citeri. Nel 1981 le venne diagnosticato un tumore al seno e, a seguito di un intervento chirurgico, per due anni la situazione clinica si stabilizzò. Improvvisamente, alla fine del 1983, comparve una tosse che le provocava forti dolori in ogni parte del corpo: anche al solo tossire, le ossa si frantumavano. La scintigrafia confermò che si trattava di un cancro alle ossa; i medici ritenevano inguaribile la paziente. Il marito, Giovanni Pulici, il quale aveva sentito parlare di Charles de Foucauld e ne era rimasto stupefatto, iniziò a pregarlo affinché ottenesse la guarigione della sua sposa. In pochi mesi ella cominciò a star meglio e le ossa non si rompevano più. A dicembre del 2000, durante il Giubileo, i due coniugi desiani si recarono a Roma. In piazza sant’Ignazio, davanti alla chiesa dei gesuiti, i due incontrarono un gruppo di Piccole Sorelle di Gesù. Il marito le riconobbe subito dall’abito e, avvicinatosi, chiese loro quando sarebbe stato beatificato il loro fondatore. Una di loro rispose che mancava il miracolo, ed egli, indicando sua moglie, disse spontaneamente che il miracolo lo avevano proprio davanti a loro. Tra le Piccole Sorelle ve ne era una che si occupava della causa di beatificazione, perciò decisero di rimanere in contatto. Ebbe così inizio il processo sul miracolo, il quale si svolse nell'arcidiocesi di Milano, dal 28 ottobre 2002 al 4 marzo 2003. Nel corso dell’inchiesta si notò che mancavano alcuni documenti necessari per comprovare la presunta guarigione miracolosa; solo le radiografie testimoniano la saldatura di innumerevoli fratture e, tuttavia, i molti testimoni compensarono la carenza di referti medici.
La Consulta medica della Congregazione delle cause dei santi, riunitasi il 24 giugno 2004, ritenne all’unanimità scientificamente inspiegabile la guarigione attribuita all'intercessione del servo di Dio. Il Congresso dei Consultori teologi e la Sessione ordinaria dei cardinali e vescovi ravvisarono nella guarigione presa in esame un evento miracoloso operato da Dio per intercessione di padre Foucauld.
Il 20 dicembre 2004 papa Giovanni Paolo II autorizzò la pubblicazione del decreto riguardante il miracolo attribuito all'intercessione di padre Charles. Il 5 aprile 2005, a seguito della morte di Giovanni Paolo II, Maurice Bouvier, postulatore della causa, ricevette una telefonata dalla Segreteria di Stato, la quale lo informava che la cerimonia di beatificazione, prevista per il 15 maggio 2005, domenica di Pentecoste, doveva essere rinviata a data da definire e che sarebbe spettato al nuovo pontefice fissarla. La cerimonia di beatificazione di padre Charles de Foucauld venne celebrata il 13 novembre 2005 nella Basilica Vaticana dal cardinale José Saraiva Martins, prefetto della Congregazione delle cause dei santi e rappresentante di papa Benedetto XVI. In quella stessa cerimonia vennero beatificate anche due venerabili serve di Dio: Maria Crocifissa Curcio e Maria Pia Mastena. Al termine della celebrazione, Benedetto XVI, giunto in Basilica e salito all'Altare della Confessione, venerò le reliquie dei nuovi beati, rivolse un saluto ai presenti e impartì la benedizione apostolica. Il papa, pronunciando un discorso, definì la vita di padre Charles "un invito ad aspirare alla fraternità universale".

### Canonizzazione e miracolo relativo
Il 27 maggio 2020 papa Francesco ha autorizzato la pubblicazione del decreto riguardante un miracolo attribuito all'intercessione del beato; la canonizzazione è stata celebrata il 15 maggio 2022 in piazza San Pietro dallo stesso pontefice.
Per la canonizzazione la Chiesa cattolica ha considerato miracoloso quanto accaduto a Charle, un apprendista carpentiere di ventun anni, caduto da quindici metri e mezzo di altezza il 30 novembre 2016 a Saumur, mentre lavorava ai restauri della cappella del liceo cattolico Institution Saint-Louis. Ricoverato presso l'Ospedale Universitario di Angers, non gli furono riscontrate conseguenze significative. Dimesso dopo qualche giorno di osservazione, riprese in seguito il suo lavoro senza postumi né fisici, né psicologici.
La Consulta Medica, il 14 novembre 2019, concluse: "La paucità delle lesioni riportate in rapporto alle modalità della caduta da 15,5 m di altezza in forma libera non è scientificamente spiegabile e quindi va inquadrata come uno scampato pericolo". Il 18 febbraio 2020 i Consultori Teologi giudicarono l'evento miracoloso e legato all'intercessione del beato Charles de Foucauld, in quanto avvenuto mentre la "Famiglia spirituale Charles de Foucauld" pregava per chiedere la sua canonizzazione. Per le numerose coincidenze di tempi e luoghi, si considerò questo prodigio come un segno di Dio in occasione del centenario della morte del beato.

## Opera scientifica

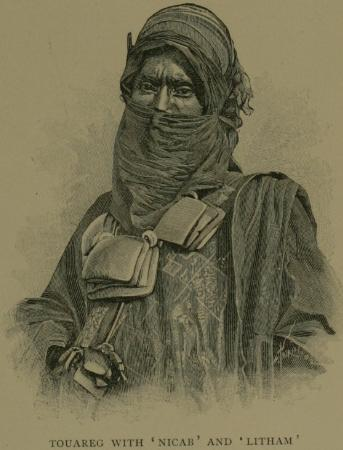
Tuareg, 1890 circa

A Tamanrasset, padre Charles de Foucauld intraprese lo studio della lingua berbera dei tuareg, inizialmente col solo scopo di tradurre in tale lingua i Vangeli, ma in seguito soprattutto per conoscere a fondo la ricca cultura orale di quel popolo.
Le opere da lui composte sulla lingua berbera sono:
- Dizionario tuareg-francese (dialetto dell'Ahaggar). Opera monumentale in quattro volumi, che costituisce da sola una sorta di enciclopedia della società tradizionale dell'Ahaggar;
- Poesie tuareg. Due volumi contenenti centinaia di poesie nel testo tuareg, con traduzione interlineare e corrente, accompagnate da numerose spiegazioni e osservazioni che permettono di coglierne meglio il valore e il significato;
- Testi tuareg in prosa. Volume contenente soprattutto testi etnografici, che descrivono i vari aspetti della vita nell'Ahaggar;
- Note per servire a un saggio di grammatica tuareg (dialetto dell'Ahaggar). Volume piccolo ma denso, che, nonostante l'umiltà del titolo, costituisce un saggio grammaticale estremamente preciso e di assoluto valore.

Al 2024, la Itl Libri, casa editrice dell'arcidiocesi di Milano, sta approntando un'edizione critica dell'opera omnia di Charles de Foucauld basata sui manoscritti originali, curata da mons. Claudio Stercal.

## Altre opere
- La mia fede. Charles de Foucauld. Testi scelti a cura di un Piccolo fratello. Roma, Città nuova, 1972
- Meditazioni. Meditazioni sui passi dei Vangeli relativi a Dio solo, fede, speranza, carità, 1897-98. Roma, Città nuova, 1973
- Ritiri. La vita nascosta: ritiri in terra santa, 1897-1900. Roma, Città nuova, 1974
- Ritiri. All'ultimo posto: ritiri in terra santa, 1897-1900. Roma, Città nuova, 1974
- Ritiri. Solitudine con Dio: ritiri per le ordinazioni e nel Sahara, 1900-1909. Roma, Città nuova, 1975
- Meditazioni. Piccolo fratello di Gesù: meditazioni, 1897-1900. Roma, Città nuova, 1975
- Per una fraternità universale: scritti scelti. Brescia, Queriniana, 2001. ISBN 88-399-1395-5
- La fraternità a costo della vita: 100 pagine di Charles de Foucauld. Roma, Città nuova, 2004. ISBN 88-311-4264-X
- Pensieri e parole di Charles de Foucauld. Milano, Paoline, 2006. ISBN 88-315-3066-6
- Fammi cominciare una nuova vita. Meditazioni sui Vangeli secondo Matteo e Marco (Opera omnia 3.1), Centro Ambrosiano, Milano 2024
- Cerco i miei amici tra i piccoli. Meditazioni sul Vangelo secondo Luca (Opera omnia 3.2), Centro Ambrosiano, Milano 2024.

## Nella cultura di massa
- Nel 2004 viene realizzato un lungometraggio dedicato alla sua biografia dal titolo Le quattro porte del deserto diretto da Antonello Padovano.[15]

## Galleria d'immagini

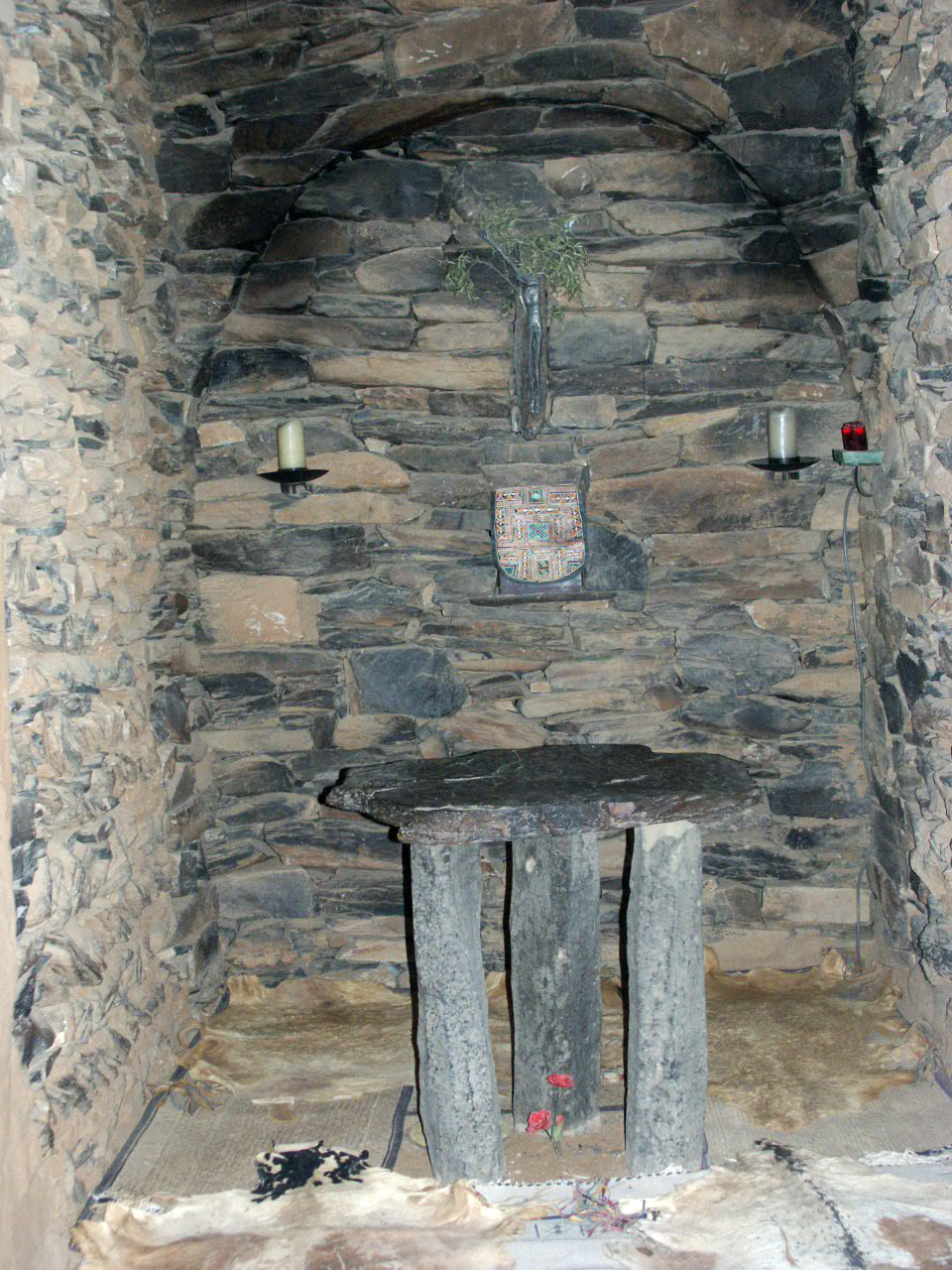
Interno dell'eremo di Assekrem
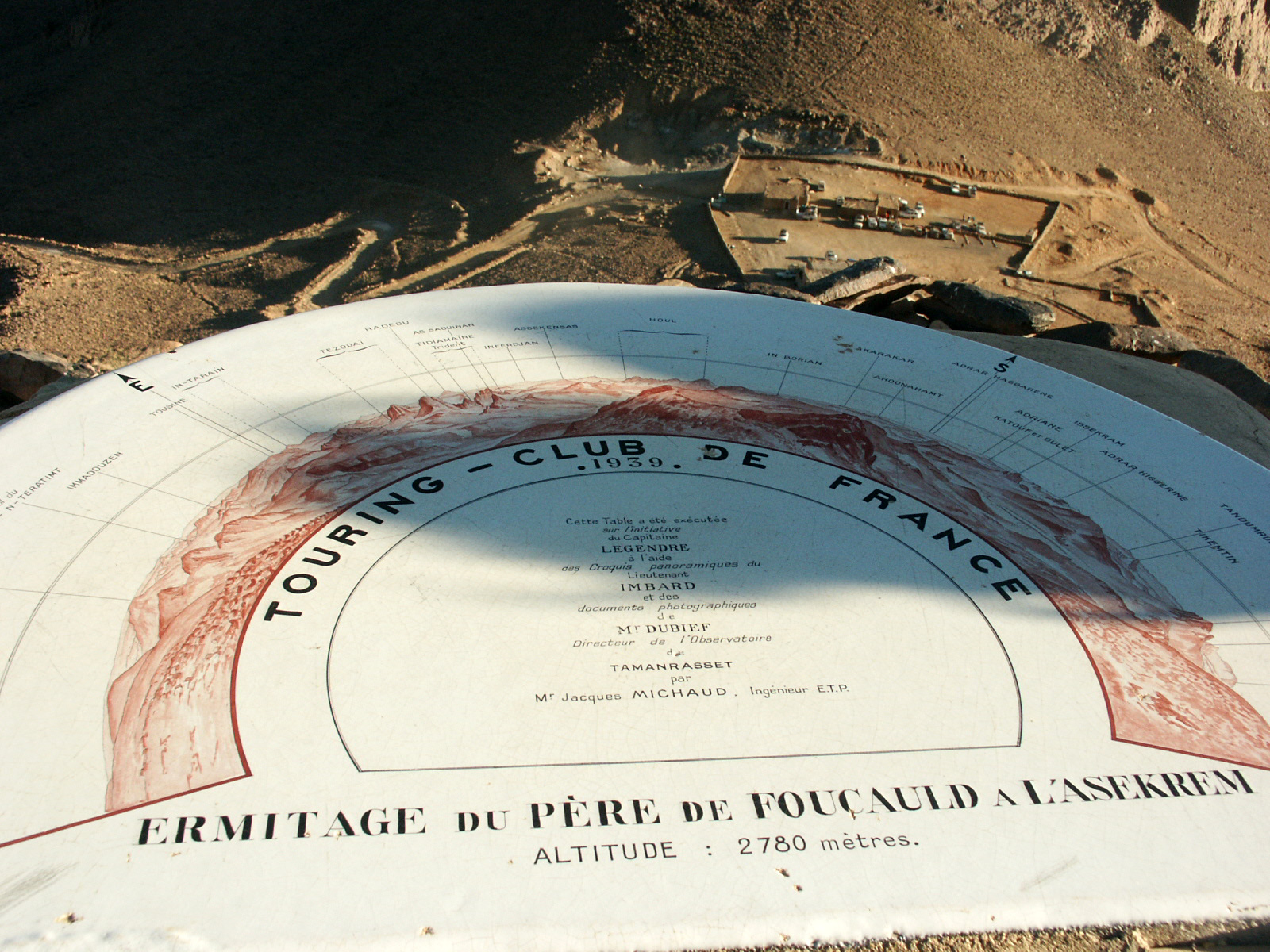
Pannello celebrativo posto in cima all'Assekrem
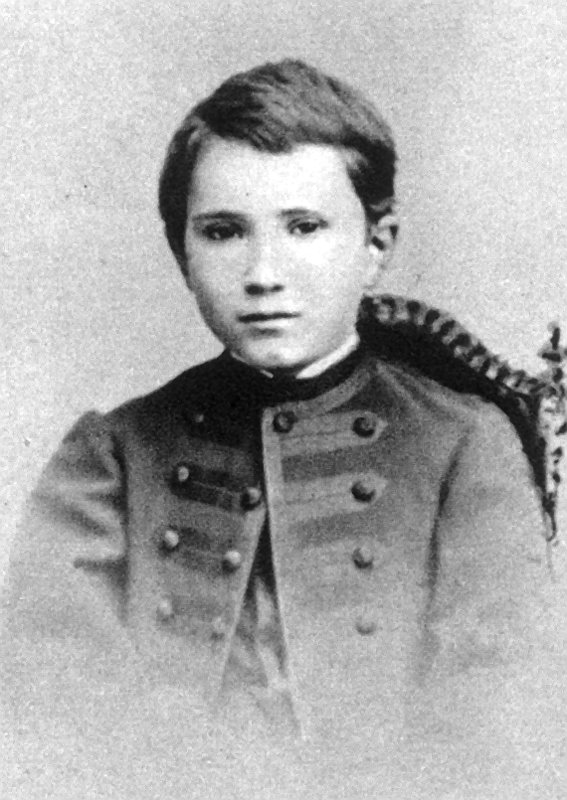
Foucauld ragazzo (1872)
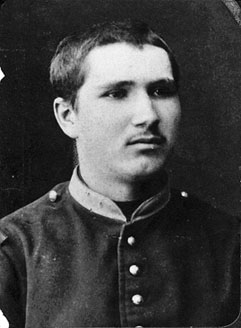
In divisa militare (1880)
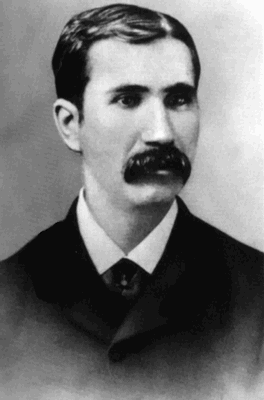
A ventotto anni (1886)
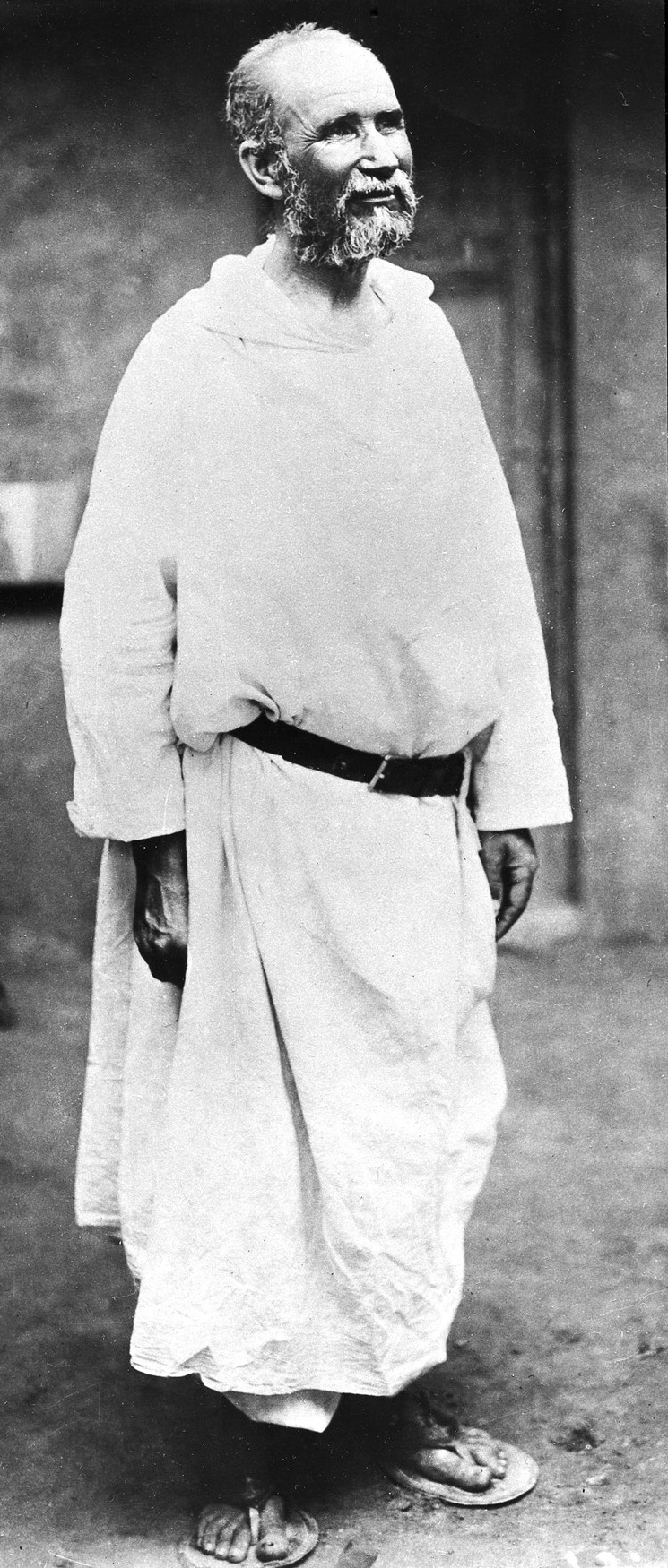
Ultima immagine di Foucauld vivente (ca 1915)